# Mateu Zaforteza Musoles
Mateu Zaforteza Musoles (Palma 1886 - 1961) va ser un militar mallorquí i primer batle de Palma després del cop d'estat del 19 de juliol de 1936.
La seva entrada a l'exèrcit espanyol va ser al cos jurídic i l'any 1914 ostentava el càrrec de tinent auditor de tercera. Coincidint amb la proclamació de la república va passar a la reserva i s'instal·là a Palma. Un cop començada la guerra va ser nomenat batle de la ciutat, Zaforteza va conservar el càrrec fins a la fi del conflicte el març de 1939. Poc després va ser nomenat fiscal en cap de l'exèrcit de Llevant. L'any 1946 se'l troba com a coronel auditor a la secretaria de justícia de la Capitania General de les Balears.